# Gerardo Smitmans Rothamel
Gerardo Augusto Smitmans Rothamel (Angol, 17 de diciembre de 1876 - 2 de mayo de 1953). Político y "cacique" electoral chileno. Electo senador en 1925. Famoso por su falta de escrúpulos, en la Elección presidencial de 1938 el candidato Pedro Aguirre Cerda a pesar de ganar en todas las comunas, obtuvo cero votos en Los Sauces aun cuando hubo votantes que aseguraron haber votado por dicho candidato.

## Biografía
Nació en 1876, la zona de La Frontera cuando recién estaba en ocupación por las fuerzas chilenas. Hijo de Juan Arnoldo Smitmans, inmigrante alemán oriundo de Renania y Catalina Rothamel, quienes se establecieron en Los Sauces y montaron una pequeña cervecería.

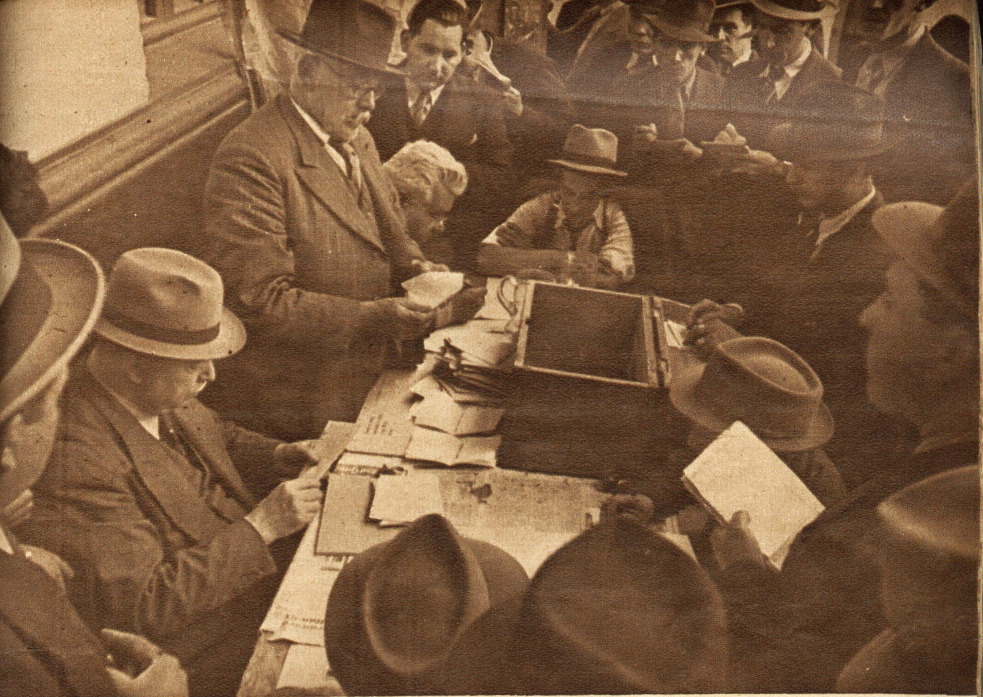
Conteo de votos en elección de 1938 según Revista Zig Zag

Estudió en el Liceo Alemán de Santiago, finalizando su preparación en Alemania. 
Fue alcalde y regidor de la comuna de Los Sauces entre 1903 y 1911.
Diputado suplente en 1911-1912 por Angol, Traiguén y Collipulli, en reemplazó a Alfredo Irarrázaval Zañartu, quien fue nombrado embajador en Japón. Entre 1912 fue reelecto diputado por Angol y Traiguén. Creó el diario El Malleco de Traiguén. 
Fue miembro del Partido Liberal, aunque —disgustado con la directiva del partido— en 1944 fundó el Partido Liberal Progresista, logrando ser elegido senador, entre 1926-1930, por "Arauco, Malleco y Cautín". 
En la elección de 1938 el candidato Pedro Aguirre Cerda a pesar de ganar en todas las comunas obtuvo cero votos en los Sauces, comuna controlada por Smitmans, aun cuando hubo votantes que aseguraron votar por dicho candidato y testigos que vieron y escucharon cuando se "cantó" (momento en que se debe mostrar y leer cada papeleta al público) el voto en el escrutinio. Con un contingente de 100 hombres armados con palos (denominados "argumentos Smitmans") controló la elección, llegando incluso a contabilizarse votos de personas fallecidas.
Falleció en Santiago, el 2 de mayo de 1953.